# World Trade Center (Genua)

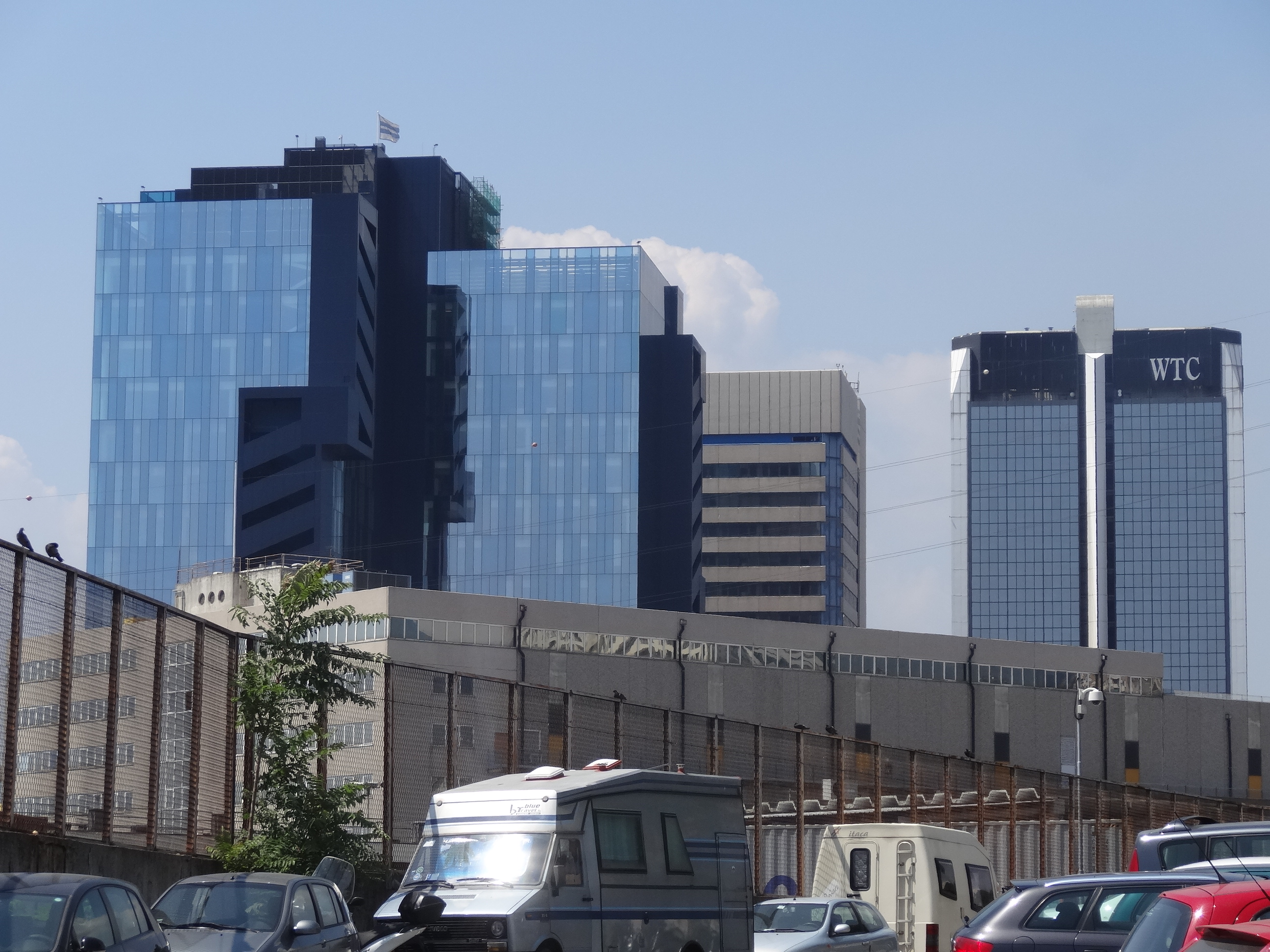
WTC Genua

Das World Trade Center Genoa ist ein Bürogebäude in der italienischen Hafenstadt Genua. Es gehört als Mitglied der World Trade Centers Association (WTCA) zum weltweiten Netzwerk von 328 WTCs in 91 Ländern. Es ist vermutlich das bekannteste World Trade Center in Italien, weitere WTCs befinden sich in Brescia, Mailand, Messina, Modena, Pescara, Rom, Salsomaggiore Terme, San Marino, Triest und Verona.
Das Hochhaus beherbergt auf die internationale Repräsentation der genuesischen Unternehmen spezialisierte Agenturen der Handelskammer Genua.
Das WTC liegt im Hafen von Genua im Quartiere San Benigno. In der Nähe des Gebäudes stehen der Leuchtturm von Genua und im Ortsteil Sampierdarena das Hochhaus Matitone.